# Rémálom az Elm utcában 3. – Álomharcosok
A Rémálom az Elm utcában 3. – Álomharcosok (eredeti címe: A Nightmare on Elm Street 3: Dream Warriors) 1987-ben bemutatott amerikai fantasy–slasher film, melyet Wes Craven és Bruce Wagner története alapján Chuck Russell rendezett, a Rémálom az Elm utcában-filmsorozat harmadik része. A főbb szerepekben Heather Langenkamp, Patricia Arquette, Laurence Fishburne, Priscilla Pointer, Craig Wasson és Robert Englund látható, utóbbi ismét Freddy Kruegerként tűnik fel.
Az Amerikai Egyesült Államokban 1987. február 27-én került a mozikba. 4 millió dolláros költségvetésből 44,8 millió dolláros bevételt termelt. Kritikai szempontból pozitív véleményeket kapott, sokan a filmsorozat egyik legjobb filmjének tartják.
A film folytatását 1988-ban mutatták be Rémálom az Elm utcában 4. – Az álmok ura címmel.

## Cselekmény
Nancy Thompson felnőttként visszatér Springwoodba hat évvel az Elm utca 1428-ban történt események után, hogy egy problémákkal küzdő és öngyilkos fiatalok számára fenntartott intézményben dolgozzon.
Elborzadva tapasztalja, az ottani fiatalok Freddy Kruegerről álmodnak, aki rettegésben tartja őket. Nancy szokatlan módszerrel próbálkozik: csoportos hipnózissal próbál kollektív álmokat előidézni. Ehhez felhasználja Kristen pszichikai képességét, amivel képes más embereket is behozni az álmaiba. A fiatalok immár közösen vehetik fel a harcot Krueger ellen.
Miközben Nancy és a tinédzserek közös álmukban Krueger ellen harcolnak, Neil Gordon orvos megpróbálja megtalálni az őrült gyermekgyilkos földi maradványait, hogy megszentelt földbe temesse azokat, így örökre megsemmisítve Kruegert. Az orvos ezt a nyomot egy titokzatos apácától kapta, akit egyedül csak ő képes látni.
Végül Nancy apja, Donald Thompson hadnagy segítségével Neil Gordonnak sikerül eltemetnie Kruegert. Thompson hadnagy közben meghal, az orvos pedig nem tudja megakadályozni Nancy halálát, miközben megpróbálja megvédeni Kristent. Nancy temetésén Dr. Gordon megtudja, ki volt az a titokzatos apáca, aki segített neki: Freddy Krueger anyja, Amanda.

## Szereplők
| Színész            | Szerep                 | Magyar hang        | Magyar hang          | Magyar hang     |
| Színész            | Szerep                 | 1. szinkron (1990) | 2. szinkron (1992)   | 3. szinkron     |
| ------------------ | ---------------------- | ------------------ | -------------------- | --------------- |
| Robert Englund     | Freddy Krueger         | Breyer László      | Hankó Attila         | Beregi Péter    |
| Heather Langenkamp | Nancy Thompson         | Dudás Eszter       | Radó Denise          | Götz Anna       |
| Craig Wasson       | Dr. Neil Gordon        | Görög László       | Imre István          | Kőszegi Ákos    |
| Patricia Arquette  | Kristen Parker         | Csellár Réka       | Csellár Réka         | Madarász Éva    |
| Ken Sagoes         | Roland Kincaid         | Háda János         | Holl Nándor          | Gáspár András   |
| Rodney Eastman     | Joseph `Joey` Crusel   | N/A                | N/A                  | N/A             |
| Jennifer Rubin     | Taryn White            | N/A                | Herczeg Csilla       | Böhm Anita      |
| Bradley Gregg      | Phillip Anderson       | Holl Nándor        | N/A                  | Markovics Tamás |
| Ira Heiden         | William `Will` Stanton | Breyer Zoltán      | Bor Zoltán           | N/A             |
| Laurence Fishburne | Max                    | Csuja Imre         | Szabó Sipos Barnabás | Selmeczi Roland |
| Priscilla Pointer  | Dr. Elizabeth Simms    | Borbáth Ottília    | Bessenyei Emma       | Tímár Éva       |
| Nan Martin         | Amanda Krueger         | Tanai Bella        | Kassai Ilona         | Kassai Ilona    |

### 1. magyar változat
- Szinkronrendező: Révbíró Tamás

### 2. magyar változat
A szinkront a Studio Service készítette.
- Magyar szöveg: Takács Ágnes
- Hangmérnök: Petőházi István
- Gyártásvezető: Bolla Gabriella
- Szinkronrendező: Bolla György
- Szövegfelolvasó: Bérczy Krisztina

### 3. magyar változat
A szinkront a HBO készítette.
- Magyar szöveg: Riz Péter és Riz-Herczeg Krisztina
- Hangmérnök: Csomár Zoltán
- Vágó: Zöld Zsófia
- Gyártásvezető:  Újréti Zsuzsa
- Szinkronrendező: Sostarics Ágnes
- Produkciós vezető: Végh Ödön
- Szövegfelolvasó: Bognár Tamás

## Bevételi adatok
A filmet a New Line Cinema 1987 februárjában mutatta be az Egyesült Államokban. Ez volt az első filmjük, amely országosan is bemutatkozott, 1343 moziban nyitotta meg kapuit, és az első helyen debütált, 8,9 millió dolláros hétvégi bevétellel, ami akkoriban rekordot jelentett egy független film esetében. A hazai jegypénztáraknál 44 793 222 dolláros bevételt termelt, ezzel a stúdió legnagyobb bevételt hozó filmje lett abban az évben, valamint az 1987-es év 24. legnagyobb bevételt termelő alkotása. A Rémálom az Elm utcában franchise harmadik legnagyobb bevételt hozó filmje a Freddy vs. Jason és a Rémálom az Elm utcában 4. – Az álmok ura után.
Az ausztrál Queensland államban a filmet a Bjelke-Petersen kormány betiltotta a kábítószeres utalások miatt – az egyik jelenetben Freddy kesztyűje több injekciós fecskendővé válik és Tarynt túladagolja heroinnal. 1990-ben az újonnan megválasztott Goss-kormány megszüntette a Queensland Film Board of Review-t, és a film a szokásos piaci csatornákon keresztül vált elérhetővé. Az ausztrál nyilvánosság akkoriban abszurdnak tartotta a betiltást, mivel a film képi világa nem volt annyira nyers.

## Marketing
A New Line Cinema forgalmazó partnere, a Media Home Entertainment felvett egy promófilmet Robert Englunddal Freddy szerepében, amely a film VHS-kiadását reklámozta elsősorban a videokölcsönzőknek és egyéb forgalmazóknak. Egy nyertesnek esélyt ígértek a folytatásban  való szereplésre.

## Fordítás
- Ez a szócikk részben vagy egészben  az   A Nightmare on Elm Street 3: Dream Warriors című angol Wikipédia-szócikk fordításán alapul.  Az eredeti cikk szerkesztőit annak laptörténete sorolja fel. Ez a jelzés csupán a megfogalmazás eredetét és a szerzői jogokat jelzi, nem szolgál a cikkben szereplő információk forrásmegjelöléseként.